# Enciclopèdia del plaer
L'enciclopèdia del plaer és la primera obra eròtica àrab que es coneix, escrita al segle X per l'escriptor àrab medieval Ali ibn Nasr al-Katib. El llibre serveix d'inspiració per a una escultura de Ghada Amer, de 2001.

## El llibre
L'Enciclopèdia del Plaer conté el llibre Jawami' al-ladhdha, el qual descriu l'amor eròtic, gai i lesbi. Cita i es refereix a diversos poetes, coneguts o no, escriptors, filòsofs i físics. Un dels escriptors més famosos i més citats va ser Abu Nuwas. Alguns el consideren "el pare de la poesia àrab eròtica".
El llibre conté una narració d'un físic grec del segle II que va ser introduïda per escriptors àrabs medievals. El físic, examinava la seva filla, que era lesbiana, i va concloure que la seva sexualitat era "a causa de 'una coïssor entre el llavi major i menor' que podria ser només calmada per les fregues contra els llavis inferiors d'una altra dona".
L'autor llavors intenta trobar una explicació científica pel lesbianisme: "el lesbianisme és a causa d'un vapor que, condensat, genera calor i coïssor als llavis inferiors que només es dissol i esdevenen freds a través de la fricció i l'orgasme. Quan la fricció i l'orgasme tenen lloc, la calor es converteix en frescor perquè el líquid que una dona ejacula quan té relacions lesbianes és fred, mentre que el mateix líquid que resulta de la unió sexual amb homes és calent. La calor, tanmateix, no pot ser destruïda per calor; si no que augmenta, i necessita ser tractat pel seu contrari. Mentre que la frescor és repel·lida per la calor, així que la calor és també repel·lida per la frescor".
Una de les històries que s'explica al llibre és una història sobre la primera lesbiana àrab Hind Bint al-Khuss al-Iyadiyyah, coneguda com a al-Zarqa', i el seu amor a una dona cristiana Hind Bint al-Nu`home, qui era la filla de l'ultim rei de Hira Lakhmid en el segle VII. Quan Hind Bint al-Khuss al-Iyadiyyah more, la seva amant fidel "es va tallar el cabell, va portar roba negra, va refusar els plaers mundans, va jurar a Déu que portaria una vida d'asceta fins a la seva mort…" Ella també va construir un monestir per commemorar el seu amor cap a al-Zarqa'.
La versió d'Àrab del text medieval en un principi va ser publicat a Damasc com a part de l'Adab al-jins 'inda al-'Àrab (Les Escriptures Eròtiques dels Àrabs). Una obra que ara és difícil de trobar, a més, en les còpies que es conserven, hi falten els capítols que tracten de l'homosexualitat. Les omissions fan el llibre difícil d'entendre per molts lectors. La traducció anglesa de la versió original en àrab és molt més fàcil de trobar a Europa que al món àrab.

## L'escultura
Ghada Amer estava fascinat amb el fet que l'Enciclopèdia de Plaer en un inici era àmpliament acceptada, però més tard va ser prohibida al món àrab. Ella destaca que tot i que el llibre va ser escrit com a guia moral, va combinar "literatura, coneixement filosòfic i mèdic" de l'Edat Daurada islàmica i més tard va ser "suprimida per la societat conservadora". Tal com diu Amer: "Estava interessada en aquest llibre perquè va ser escrit per un musulmà fa segles, i actualment és prohibit, segons llei musulmana."
Al 2001 Amer va instal·lar una gran escultura inspirada en l'Enciclopèdia. Va utilitzar una traducció anglesa del llibre per col·locar el text dels capítols que tracten bellesa i plaer femenina. "En lloables qualitats estètiques de les dones" i "En els avantatges d'una no-verge en contrapartida a un verge" cap a "57 caixes de tela, que va cobrir amb escriptura romana brodada en or i completada amb diverses decoracions." L'artista va escollir entelar algunes paraules i fins i tot alguns passatges sencers. Ella intencionadament ho va fer perquè creu que "el text d'aquests passatges no és important per si mateix, però actua només com a marc visual per investigacions més amples de la sexualitat, l'espiritualitat i el paper de la paraula."
En la seva obra Amer va citar molts textos explícits sexualment.
Amer va demostrar que en la societat musulmana medieval les dones no van ser tan "sexualment reprimides" com en l'actualitat, i que les seves opinions sobre la sexualitat van importar.
Un equip d'homes i dones va construir l'escultura dins Egipte.
El 23 de març de 2007 va ser utilitzat com a part de l'exposició de Feminisme Global al Centre per Art Feminista al Museu de Brooklyn a Nova York.